# Haytam Manaout

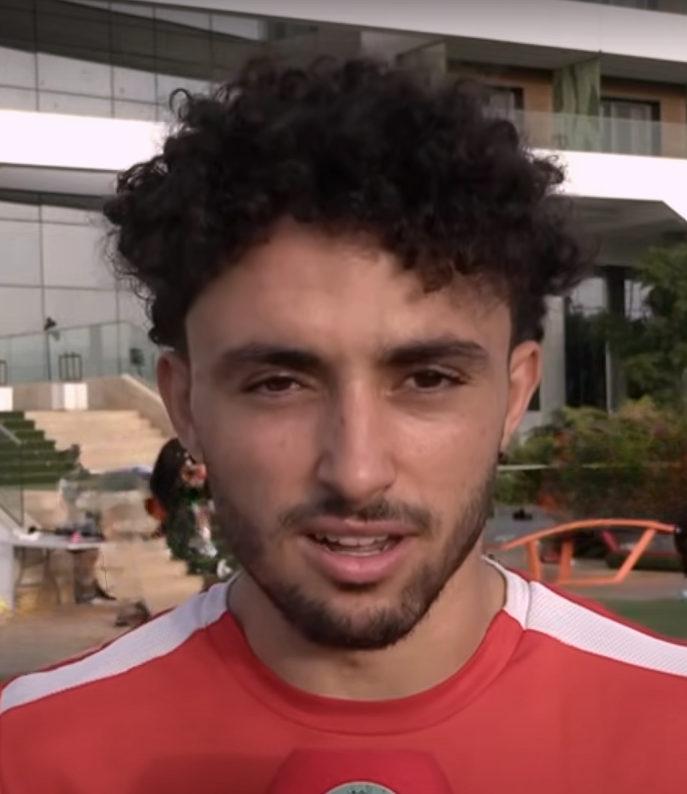
Haytam Manaout Footballeur marocain

Haytam Manaout (en arabe : هيثم مناوت), né le 18 avril 2004 à El Jadida (Maroc), est un footballeur marocain jouant au poste de défenseur à la RS Berkane.

## Biographie

### En club
Natif d'El Jadida, il est formé à l'Académie Mohammed VI de football.
En août 2021, il signe son premier contrat professionnel à l'US Touarga, club évoluant alors en Botola Pro 2 et en passe d'être promu en première division. En fin de saison 2021-2022, l'US Touarga est promu en Botola Pro.
Le 7 octobre 2022, il dispute son premier match avec le club en entrant en jeu à la 46e minute à la place de Hicham Khaloua contre le Sporting Club Chabab Mohammédia (victoire, 1-0). Neuf jours plus tard, toujours en championnat, il reçoit sa première titularisation contre le HUS Agadir (victoire, 1-2). Il termine sa première saison professionnelle à la huitième place du classement du championnat.

### En sélection
En mars 2023, il est sélectionné par Issame Charaï et reçoit sa première sélection avec le Maroc olympique à l'occasion d'un match amical contre la Côte d'Ivoire olympique au Complexe sportif Moulay-Abdallah de Rabat, entrant en jeu à la 69e minute à la place d'Omar El Hilali (défaite, 2-3).
Le 4 juillet 2024, il est sélectionné par Tarik Sektioui dans une liste de 22 joueurs avec le Maroc olympique pour prendre part aux Jeux olympiques 2024,.

### Statistiques détaillées
| Saison                | Club                  | Championnat           | Championnat | Championnat | Championnat | Coupe(s) nationale(s) | Coupe(s) nationale(s) | Coupe(s) nationale(s) | Compétition(s) continentale(s) | Compétition(s) continentale(s) | Compétition(s) continentale(s) | Compétition(s) continentale(s) | Maroc | Maroc | Maroc | Total | Total | Total |
| Saison                | Club                  | Division              | M.          | B.          | P.d.        | M.                    | B.                    | P.d.                  | Comp.                          | M.                             | B.                             | P.d.                           | M.    | B.    | P.d.  | M.    | B.    | P.d.  |
| 2022-2023             | US Touarga            | Botola Pro            | 21          | 0           | 2           | -                     | -                     | -                     | -                              | -                              | -                              | -                              | -     | -     | -     | 21    | 0     | 2     |
| 2023-2024             | US Touarga            | Botola Pro            | 25          | 0           | 2           | -                     | -                     | -                     | -                              | -                              | -                              | -                              | -     | -     | -     | 25    | 0     | 2     |
| 2024-2025             | US Touarga            | Botola Pro            | -           | -           | -           | -                     | -                     | -                     | -                              | -                              | -                              | -                              | -     | -     | -     | 0     | 0     | 0     |
| Total sur la carrière | Total sur la carrière | Total sur la carrière | 46          | 0           | 4           | -                     | -                     | -                     | -                              | -                              | -                              | -                              | 0     | 0     | 0     | 46    | 0     | 4     |

### En sélection marocaine
Le tableau suivant liste les rencontres de l'équipe du Maroc U23 des catégories des jeunes dans lesquelles Tawfik Bentayeb a été sélectionné depuis le 16 novembre 2023.
| Catégorie | Date         | Lieu    | Adversaire     | Résultat | Minutes | Compétition  | Buts | Passes | Capitaine | Club       |
| --------- | ------------ | ------- | -------------- | -------- | ------- | ------------ | ---- | ------ | --------- | ---------- |
| Maroc U23 | 22 mars 2023 | Rabat   | Côte d'Ivoire  | 2 – 3    | 21 min  | Match amical | 0    | 0      | Non       | US Touarga |
| Maroc U23 | 26 mars 2024 | Antalya | Pays de Galles | 2 – 0    | 90 min  | Match amical | 0    | 0      | Non       | US Touarga |
| Maroc U23 | 4 juin 2024  | Rabat   | Belgique       | 2 – 2    | 25 min  | Match amical | 0    | 0      | Non       | US Touarga |

## Palmarès

### En club
US Touarga :
- Botola Pro 2 :
  - Vice-champion : 2022

### En sélection
Maroc -23 ans
- Jeux olympiques
  -  Bronze : Paris 2024